# شعب النوير

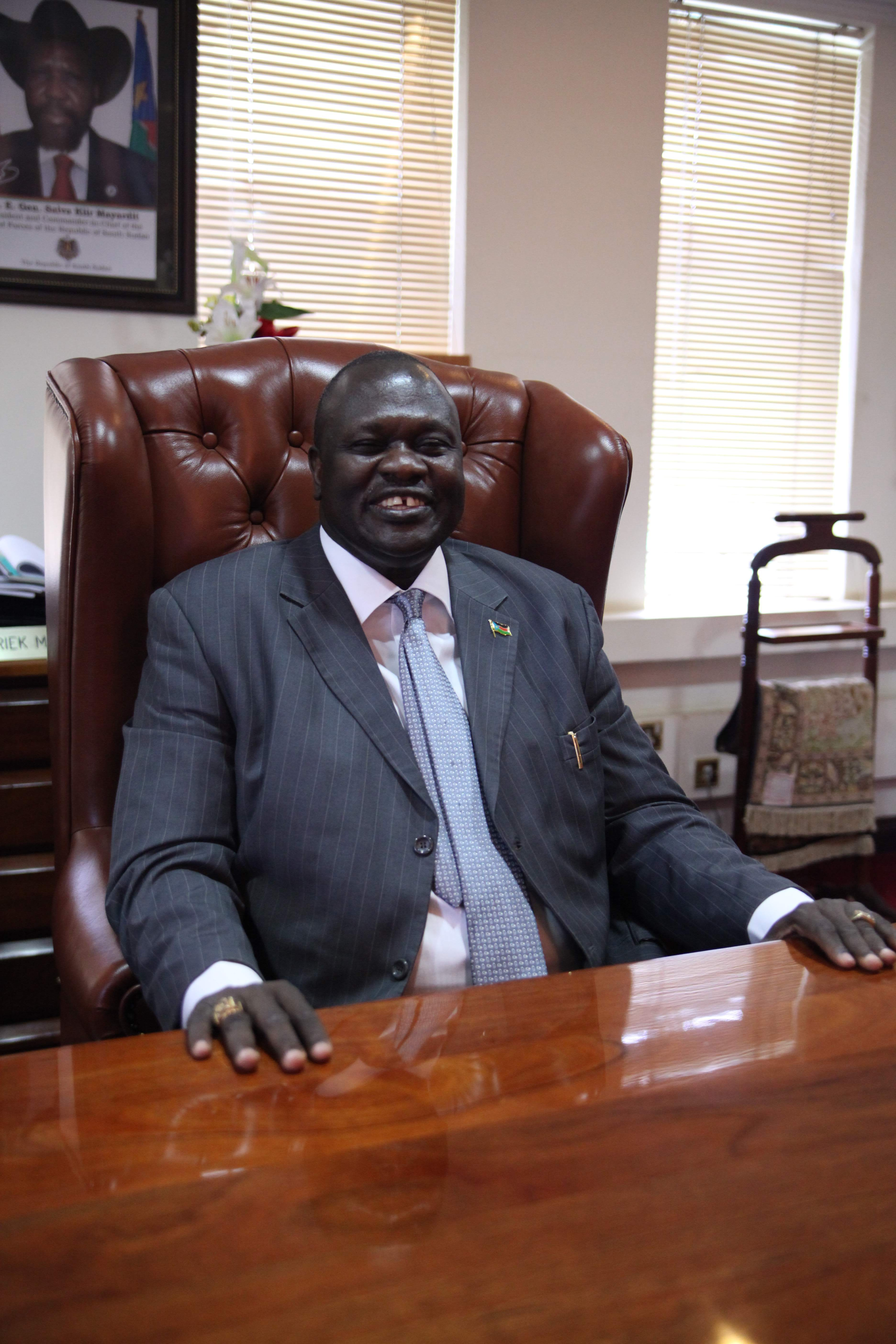
رياك مشار نائب رئيس جنوب السودان من النوير.

النوير قبائل تعيش على النيل بالسودان وينتمون مع الدينكا إلى أصل وجد واحد، وهم ثاني أكبر المجموعة النيلية، إذ يحتلون المرتبة الثانية بعد الدينكا من حيث التعداد السكاني، ثم يليهم الشلك، وأساطير النوير شبه المقدسة لديهم تحكي أن جدهم الأكبر (لانجور) قد عبر النيل الأبيض عند منطقة (فشودة)، ثم سار بهم إلى شرق ملكال حيث استقر بهم المقام هناك وهم ينحدرون أصلاً من الجد (ابينو ينق) شقيق دينج وهو جد الدينكا والنوير في كل أنحاء السودان ويتحدثون بلهجة واحدة وأسلوبهم في الحياة واحد ويعتقدون أن تاريخهم يبدأ من منطقة ليج المقدسة لديهم، حيث شهدت هذه المنطقة نشأة جميع فصائل النوير ثم تفرقوا منها إلى جميع مناطقهم الحالية ثم نزحوا غرباً حتى استقروا بمنطقة (ميوم)، ثم اتجهوا شرقاً فسار كثير منهم إلى اكوبوا وواط والناصر وميورد وايود ومن فروع النوير هناك ليك وجكناج بمحافظة ربكونة ونوير جقي واروك وادوار ونونق بمحافظة اللير وهناك فروع شتى للنوير بمركز فنجاك ويمتدون إلى داخل الحدود الإثيوبية.

## نظم القبيلة
خلال فصل مطرأمطار يعيش النوير في قرى مرتفعة على ظهر هضاب صغيرة مقببة وتلال أو منطقة على امتداد أرض غير شديدة الانحدار، وينشغلون بزراعة الدخن والذرة. والأرض التي تفصل بين قرية وأخرى تكون مغمورة لستة أشهر، ومن ثمَّ فهي ليست صالحة للإقامة ولا للزراعة ولا للرعى. أية مسافة من خمسة إلى عشرين ميلاً يمكن أن تفصل بين القرى المتجاورة، بينما تفصل المسافات الأكبر أقساماً من القبيلة الواحدة وتفصل كل قبيلة عن الأخرى.

## عادات وتقاليد
في نهاية موسم الأمطار يحرق الناس الحشائش لتوفير مرعى جديد ويغادرون قراهم للإقامة في معسكرات صغيرة. وعندما يصبح الجفاف شديداً تتركز مساكن تلك المعسكرات الوسطية حول مصادر المياه الدائمة.
وبالرغم من أن تلك التحركات تتم أساساً من أجل الأبقار فإنها تمكن النوير أيضاً من صيد الأسماك، وهو ما يكاد يستحيل من مواقع القرى، ولو بدرجة أقل، فهم يمارسون صيد الحيوانات وجمع الفواكه والجذور البرية، وعندما تهطل الأمطار مجدداً يعودون إلى قراهم، إذ تتوفر حماية للأبقار وتسمح الأرض المرتفعة بممارسة الزراعة.
وتتألف تلك الجماعات المحلية من العائلة أحادية الزواج المرتبطة بكوخ مفرد، تحتل العائلة مسكناً واحداً، القرية الصغيرة، والقرية، والمعسكر، والمنطقة، والأقسام القبلية ذات الأحجام المختلفة، والقبيلة، والمجتمع الدولي تلك تمثل حدود الأفق الاجتماعي للنوير.
وتعد العائلة، والعائلة المنزلية، والقرية الصغيرة جماعات منزلية أكثر منها سياسية. وتتجمع القرى والوحدات السياسية لأرض النوير في أقسام أو فروع قبلية. وهناك بعض القبائل الصغيرة جداً إلى الغرب من النيل تتألف من قرى متجاورة فقط. وفي القبائل الأكبر إلى الغرب من النيل وفي قبائل شرق النيل كلها نجد أن الإقليم القبلي ينقسم إلى عدد من المناطق التي تفصل بينها أراض غير مأهولة، والتي تعترض بين أقرب مواقع إقامة لقبائل متماسة أيضاً.

## التوزيع السكاني
وبما أنَّ النوير يغادرون قراهم إلى معسكر بالقرب من الماء فإنَّ لهم توزيعاً ثانياً في موسم الجفاف. وعندما يعسكرون على ضفاف نهر فإن تلك المعسكرات في حالات يلي بعضها الآخر بعد كل عدة أميال، لكنهم عندما يعسكرون حول أحواض داخلية فإنَّ مسافة عشرين إلى ثلاثين ميلاً تفصل بين كل معسكر والذي يليه.
والمبدأ الإقليمي لبنية النوير السياسية يتم تعديله بفعل الهجرات الموسمية. والنوير يكوّنون جماعات قروية منفصلة في فصل الأمطار ويمكن أن يتحدوا في معسكر مشترك خلال موسم الجفاف، وكذلك الذين هم من القرية نفسها يمكن أن ينضموا إلى معسكرات مختلفة، عادة ما يكون ضرورة، في القبائل الأكبر، لأعضاء قرية اجتياز أراض واسعة في البلاد، مأهولة بجماعات قروية أخرى، وصولاً إلى الماء، ويمكن أن يقع معسكرهم قريباً من قرى أخرى. ولتجنب الفقدان الكلى لقطعانهم بفعل طاعون الماشية أو بسبب كارثة أخرى، فإن النوير يقومون بتوزيع القطعان في معسكرات متعددة.

## النظام القبلي
هناك قانون داخل القبيلة؛ وآلية لفض النزاعات والتزام أخلاقي لاحتوائها عاجلاً أم آجلاً. إذا قتل الشخص أحد أفراد القبيلة، يمكن منع أو حجب الضغينة بدفع أبقار بين القبيلة والأخرى، وليست هناك وسائل للجمع بين الأطراف في النزاع ولا يقدم التعويض، كما انه غير مطلوب. بالتالي إذا قتل فرد من قبيلة أحداً من قبيلة أخرى، فإن العقوبة يمكن أن تتخذ فقط شكل حرب قبلية. ويجب ألا نفترض أنَّ العداءات داخل القبيلة يمكن حلها بيسر، فهناك سيطرة معتبرة على الثارات داخل القرية، لكن كلما كبر حجم الجماعة المحلية أصبحت التسوية أكثر صعوبة. وعندما يدخل قسمان كبيران من القبيلة في عداء، فإن فرص التحكيم الفوري والتسوية تكون ضئيلة، تختلف قوة القانون باختلاف المسافة في البنية القبلية التي تفصل الأشخاص المعنيين. ومع ذلك طالما أن الإحساس بالجماعة يظل باقياً والعرف القانوني معترفاً به رسمياً داخل القبيلة، بغض النظر عن التقلبات والتناقضات التي قد تظهر في العلاقات الفعلية بين أفراد القبيلة، فإنهم يظلون يعدون أنفسهم مجموعةً متحدة. ومن ثمَّ إما أن يتم الإحساس بالعداءات وتسويتها، وبالتالي الاحتفاظ بوحدة القبيلة، أو أنَّ
العداءات تظل غير محسومة بحيث يفقد الناس الأمل والتطلع إلى التسوية وأخيراً يتوقفون عن الإحساس بأن عليهم تسويتها، بحيث تنفلق القبيلة لتظهر عنها قبيلتان جديدتان.

## نسب النوير
إنَّ سلسلة نسب النوير هي مجموعات أبوية النسب، وتؤلف كل الأفراد الأحياء المنحدرين، عبر الذكور فقط، من مؤسس ذلك الخط المحدد منطقياً، تشمل أيضاً الأفراد الأموات المنحدرين من المؤسس، لكن أولئك الأموات يحتلون أهمية فقط من حيث إنَّ وضعهم الوراثي يفسر العلاقة بين الأحياء، القرابة الأبوية المتسعة يعترف بها إلى أبعد مدى يمكن تتبعه، بحيث إن عمق سلسلة النسب يكون متوافقاً دوماً مع عرضها.
ليست سلاسل نسب النوير مشتركات مجتمعيَّة متموضعة رغم أنَّ أعضاءها عادة ما تربطهم علاقة بالموقع ويتحدثون عن الموضع كما لو أنه كلياً مجموعة أبوية النسب. كل قرية نوير ترتبط بسلسلة نسب، ورغم أنَّ أعضاءها عادة ما يؤلفون نسبة قليلة من المجتمع، فإنها تلتصق بهم بحيث يمكننا التحدث عنها تجمعاً لأشخاص متجمعين حول نواة أبوية النسب.
التجمع لغوياً يتطابق مع النواة من خلال تعريف مجتمع القرية باسم سلسلة النسب. فقط بالرجوع إلى قواعد الزواج الخارجي وبعض النشاطات الطقوسية يتوجب على المرء عد سلاسل النسب مجموعات مستقلة كلياً. في الحياة الاجتماعية عموماً فإنَّ سلاسل النسب تؤدى وظيفتها في إطار المجتمعات المحليَّة، على كافة المستويات من القرية إلى القبيلة، وكجزء منها لا نستطيع هنا مناقشة الطرق التي تصبح بها مجموعات الإقامة شبكة للروابط القرابية الزواج، والتبني، وغيرها من الاحتمالات ولكن النتيجة أن كل مجموعة محلية هي أموية النسب تتجمع حول نواة أبوية النسب، قواعد الزواج الخارجي هي المبدأ الفاعل في هذه النزعة.

## انتشار العشائر
عشائر النوير في كل مكان متفرقة، بحيث يجد المرء في كل قرية أو معسكر ممثلين لعشائر متنوعة. وتحركت سلاسل نسب صغيرة على امتداد أرض النوير واستقرت هنا وهناك وجمعت نفسها حول عناصر أبوية غير مترابطة في مجتمعات محلية. الهجرة وامتصاص الدينكا كانت ظروفاً عملت لمصلحة انتشار العشائر واختلاطها كونهم كانوا غزاة، ورعاة مراحيل ولا يدينون بعبادة السلف، فإن النوير ما كانوا أبداً مقيدين بنقطة معينة لا بالضرورة ولا بالإحساس، دون أن نقدم نوعاً من البينات ودون ادعاء أية مؤهلات، نحاول تفسير لماذا تتشرح عشائر النوير، بخاصة العشائر السائدة، إلى سلاسل نسب أكثر بكثير مما هو معتاد لدى الشعوب الأفريقية. ومن وجهة نظرنا تتشرح العشائر لديهم لأن البنية السياسية التي يرتبطون بها مشرحة بالطريقة التي وصفناها. الالتزامات الاجتماعية وسط النوير تتجلى في الأساس من خلال تعبير قرابي وتتحدد العلاقات المتداخلة للمجتمعات المحلية في إطار القبيلة طبقاً لعلاقة النسب الأبوي. وبالتالي كما تتشرح القبيلة كذلك تتشرح العشيرة معها وتصبح نقطة الافتراق بين أقسام القبيلة نقطة الانحراف في بنية سلسلة نسب العشيرة مرتبطة بكل قسم. إنه كما أتضح لنا، فالعشائر وسلاسل أنسابها ليست مجموعات مشتركة متميزة، لكنها متضمنة في المجتمعات المحلية، والتي تؤدى وظيفتها بنيوياً من خلالها. والأمر كذلك، ليس مدهشاً أنها تتخذ شكل الدولة التي تمنحهم وجوداً مشتركاً.

## الشكل البنيوي
تلك العشائر التي ترتبط بقبائل لها امتداد وعمق في سلسلة نسبها أكبر من تلك العشائر غير المرتبطة بقبيلة، وكلما كبرت القبيلة زادت أهمية هذا الارتباط بالنسبة للنوير. إنه في القبائل الأكبر مساحة وتعدادا وفي تلك التي تمددت أكثر واستوعبت أجانب أكثر، مثل اللو، والجاجاك الشرقيين، وقبائل الجاجوك، نجد الاهتمام الأكبر بالوضع المتميز والسائد للعشائر الارستقراطية. بالطبع، تؤثر العلاقات السياسية ليس فحسب على شكل العشيرة البنيوي، مقسمة إياها إلى شرائح على خطوط التفرق السياسي، إنما يجوز القول بأن نظام العشيرة يمارس بدوره فاعلية مناظرة على البنية السياسية. في ارتباك سلاسل نسب الأصل المختلف للعشيرة وفي شبكة من الصلات الأموية النسب، فإنَّ البنية السياسية تتخذ شكلاً متوافقاً في لغة القرابة، جعل عشيرة واحدة نظام واحد لسلاسل القرابة يتوافق مع القبيلة وبنيتها في مواجهة الشرائح. فكما أن الفرد عضو في شريحة قبلية في مواجهة شرائح أخرى في المرتبة نفسها وأيضاً عضو في الوقت نفسه في القبيلة التي تضم كل تلك الشرائح، فهو أيضاً عضو في سلسلة نسب بمواجهة سلاسل نسب أخرى في نفس المرتبة وعضو في الوقت نفسه في العشيرة التي تضم كل سلاسل النسب تلك، وهناك توافق صارم بين هذين المركبين للانتماء، طالما أن سلسلة النسب تحتوي على الشريحة والعشيرة في القبيلة. كما أن المسافة في بنية العشيرة بين سلسلتي نسب لعشيرة سائدة تنزع إلى التوافق مع المسافة في بنية القبيلة بين القسمين الذين ترتبط العشيرتان بهما. بالتالي فإن نظام سلاسل النسب للعشيرة السائدة يمكن النوير من التفكير في قبيلتهم بالشكل المتوافق لبنية العشيرة. في كل شريحة تمنح صلات شبكة القرابة وحدة وتماسكاً عبر العلاقة المشتركة بسلسلة نسب العشيرة السائدة التي تقيم هناك، وبما أنَّ سلاسل النسب المنفصلة تلك هي مركب في علاقتها بالعشائر الأخرى فإنَّ مجمل القبيلة ينبني حول إطار أبوي النسب كلياً.
رغم أن الأقسام قد تنزع إلى الانسحاب والانقسام، فإن قيمة أبوية، تتقاسمها سلاسل النسب السائدة تبقى محتواة فيها.

## نسق طبقات العمر
مؤسسة قبلية أخرى هي نسق طبقات العمر، وهو نسق ينال قدراً من الأهمية الاجتماعية لدى النوير أكثر من بقية الشعوب النيلية في السودان. يمر أطفال النوير بمرحلة الرجولة عبر امتحان قاسٍ وسلسلة من الطقوس. وتجرى تلك التلقينات حيثما توفر عدد كافٍ من الأطفال في سن 14الى 16 سنة في قرية أو منطقة. الشبان الذين تمَّ تلقينهم في سنوات متتالية ينتمون كلهم إلى فئة عمرية واحدة، وهناك فترة أربع سنوات فاصلة بين آخر دفعة من فئة الملقنين والدفعة الأولى لفئة الملقنين اللاحقين، خلال السنوات الأربع الفاصلة، هذه لا يتم تلقين أية دفعة من الأطفال. وتكون مدة التلقين مفتوحة على مدى ست سنوات، بحيث تكون هناك عشر سنوات بين بداية كل فئة عمرية وبين بداية الفئة التي تسبقها وتلك التي تليها. لا تنتظم الفئات العمرية بصورة دائرية. فئات النوير العمرية هي مؤسسات قبلية صرفة، على الأقل في القبائل الكبيرة، أن كل أقسام القبيلة لها الفترات المفتوحة والمنغلقة نفسها وتسمى الطبقات بالأسماء نفسها. وهي أيضاً المؤسسات القومية للنوير الأكثر خصوصية، ذلك أن ندوب التلقين هي علامات مجتمعهم ووسام سيادتهم. ورغم أن كل قبيلة كبيرة لها تنظيم خاص بها لطبقتها العمرية، فإن القبائل المتجاورة تنسق طبقاتها زمنيا واسميا، بحيث إن النوير الغربيين، والنوير الشرقيين، والنوير الوسطيين ينزعون إلى الانقسام إلى ثلاثة أقسام في هذا الشأن. لكنه حتى عندما يسافر الفرد من ركن من أرض النوير إلى ركن آخر، يمكنه بسهولة أن يدرك الطبقة المماثلة لطبقته في كل منطقة. إنَّ نظام الطبقة العمرية، بالتالي، مثل نظام العشيرة، ففي حين أن له مضمونه القبلي فإنه غير مقيد بخطوط التفلق السياسي.

## رجال الأبقار
يوجد في كل قبيلة فرد له شرف افتتاح التلقين وإغلاقه وأن يعطى التسمية لكل طبقة عمرية. ينتمي هذا الفرد إلى واحدة من سلاسل النسب التي لها علاقة طقوس بالأبقار ويعرف هؤلاء الأفراد ب (رجال الأبقار). ويفتتح فترات التلقين ويغلقها في منطقته وتحذو المناطق الأخرى لقبيلته حذوه. بمجرد أن يتم افتتاح الفترة، فلكل قرية ولكل منطقة أن تلقن أطفالها وقت ما تشاء. ولا ترتبط الطبقات العمرية بنشاطات مشتركة ولا يمكن القول بأنَّ لها وظائف سياسية. ليست هناك مراتب (للمحاربين) و(للكبار) ينشغلون بإدارة البلاد، وليست الطبقات العمرية وحدات عسكرية، إذ يقاتل الفرد مع أعضاء مجتمعه المحلي، بغض النظر عن عمره. ليس هناك تدريب تعليمي أو أخلاقي في طقوس التلقين، وليست هناك قيادة في الطبقات العمرية. لا يوجد عادة أكثر من ست فئات عمرية في وقت واحد، طالما أن ست فئات تغطى حوالي خمسة وسبعين عاماً. وكلما ماتت فئة يظل اسمها عالقاً في الذاكرة لجيل أو جيلين، وتصبح كل الفئة الأكبر سناً مع مرور الزمن، ومن ثمَّ يرتقى الفرد من مرتبة دنيا إلى مرتبة وسطى، ومن مرتبة وسطى إلى مرتبة عليا في مجتمعه بوصفه عضواً في جماعة. وبالتالي يمثل التراتب في نسق الطبقات العمرية المزيد من التجسيد لمبدأ التشرح الذي لاحظناه خاصةً مميزة لنسق القرابة والنسق السياسي للنوير.
والدور الأكثر بروزاً للطبقات العمرية في تحديد السلوك يكمن في الطريقة التي تتأثر بها الواجبات والمصالح خلال الانتقال من الطفولة إلى الرجولة. أيضاً فإنَّ كل ذكر من النوير يكون، بفضل وضع طبقته في البنية، في حالة أولوية، أو مساواة، أو دونية بالنسبة لكل رجل آخر من النوير. وبعض الرجال يكونون (أبناء له)، وبعضهم (اخوة له)، وبعضهم (آباء له). دون الدخول هنا في التفاصيل، ويمكننا القول أنَّ سلوك الرجل تجاه الآخرين في مجتمعه يتحدد بأوضاعهم في نسق الطبقات العمرية. وبالتالي فإن العلاقات العمرية، شأنها شأن علاقات القرابة، وهي محددات بنيوية للسلوك، فالنسق السياسي الإقليمي ونسق الطبقة العمرية كلاهما متماسك في ذاته ويتداخلان في حالات، لكنهما لا يعتمدان على بعضهما.

## الضغائن والنزاعات
يعمل النسق السياسي، في اعتقادنا، عبر مؤسسة الضغينة التي تنظم عن طريق ميكانيزم يعرف ب(الزعيم جلد النمر)، هذا الشخص هو واحد من أولئك المتخصصين الذين يهتمون، وفق قدرات طقوسية، بفاعليات مختلفة لحياة النوير الاجتماعية والطبيعة. والزعماء جلد النمر ينتمون إلى سلاسل نسب معينة فقط، رغم أنه ليس كل أعضاء سلاسل النسب تلك يمارسون قوتهم الطقوسية الموروثة. في معظم أنحاء أرض النوير لا تشكل سلاسل النسب فروعاً من عشائر سائدة.
وعندما يقتل شخص فرداً آخر عليه أن يتوجه فوراً إلى الزعيم، ويقوم الأخير بجرح يده حتى يسيل الدم. وإلى أن توضع العلامة هذه، يتوجب على القاتل ألا يأكل ولا يشرب. إذا خاف من الثأر، كما هو الحال دائماً، فعليه أن يبقى في منزل الزعيم، لأنه مكان مقدس عندهم. وخلال الشهور القليلة اللاحقة على الزعيم أن ينتزع من أقرباء القاتل وعداً بقبولهم دفع تعويض لتجنب الضغينة ويقنع أقرباء القتيل بأنَّ عليهم قبول التعويض. وخلال هذه الفترة لا يشرب أعضاء الفريقين ولا يأكلون من إناء واحد، ولا يحق لهم الأكل، بالتالي في منزل الطرف الثالث نفسه. يجمع الزعيم من ثمَّ الأبقار حتى وقت قريب يتألف التعويض من حوالي أربعين إلى خمسين بقرة ويأخذها إلى منزل القتيل، حيث يقوم بأداء طقوس الأضحيات المختلفة للتطهير والتكفير.
هذا هو الإجراء المتبع لتسوية الضغينة، وكان هذا هو التقليد المتبع، ذلك أن النوير شعب مضطرب يقدر الشجاعة كأعلى فضيلة ويمتلك مهارة في القتال.

## الالتزام الأخلاقي
من عادات وتقاليد النوير التي يحافظ عليها الكثير ما جاء على صيغة مثل: (ليس للبنت بلد أو قبيلة) ويعني ذلك إن الزواج لا يجب أن يكون في قبيلة واحدة تنغلق على نفسها، لذلك يحرم النوير على أنفسهم الزواج من الأقربين أو الزواج من الأسر ذات السمعة السيئة وسط القبيلة أو ذات العيوب الخلقية أو ذات الأمراض الوراثية، وهم لا يختنون ذكورهم أو إناثهم، ويغسلون الميت ويحلقون شعره ثم يلف بثوب ويصلى عليه حسب العرف والتقاليد، ويدفن الميت بالقرب من بيته ويمنع مرور أي شخص بالقرب منه لمدة أسبوعين، والمرأة تعلن الحداد على زوجها خمسة وأربعين يوماً بعدها تُقسم ملابس الميت على فقراء القبيلة. وللنوير ستة (شلوخ) على شكل دائري أفقي على الجبهة تبدأ على الأذن وتنتهي عند الأذن الأخرى، كما يقومون بخلع ست أسنان للدلالة على انتقال الصبي ولابد من أن يجروا عليه عادة التشليخ ولا يأكل الدجاج إلا الصبيان منهم؛ والفرد في النوير لا يشيع جثمان جدته أبداً ولا يمشي في جنازتها.

## تقاليد غريبة
إن الابن الأكبر عندما يموت أبوه يعتبر كل زوجات أبيه له إلا أمه ومن ينجبه من أولاد لقاء تلك الزيجات فهم إخوة وليسوا أبناء، وقال كثير من معمري النوير: إن من أكبر الأسباب التي منعتهم من الاستجابة الكبيرة للمسيحية رغم عمل الكنيسة المكثف وسطهم أن الكنيسة تحرم تعدد الزوجات، كما يمكن للمرأة أن تقوم بتأجير شاب قوي ليتزوج من امرأة أخرى ويكون نتاج الزواج من البنين والبنات للمرأة صاحبة المال.